# Stanisław Prószyński
Stanisław Antoni Prószyński ps. Stanisław lub Stefan Lubicz (ur. 7 maja 1899 w Archangielsku, zm. 22 czerwca 1970) – polski instruktor harcerski, dziennikarz, działacz oświatowy i niepodległościowy.

## Życiorys
Stanisław Prószyński ukończył Gimnazjum Emiliana Konopczyńskiego w Warszawie w 1917 roku. W szkole był harcerzem, a w latach 1916–1919 – członkiem warszawskiej Komendy Chorągwi ZHP i współpracownikiem pisma „Harcerz”.
W latach 1917–1922 studiował na Wydziale Prawa i Nauk Politycznych Uniwersytetu Warszawskiego, z przerwami na ochotnicze uczestnictwo w powstaniach i wojnach w Polsce w tym okresie. W latach 1917–1918 odbył kurs rekrucko-podoficerski dla starszych harcerzy i instruktorów ZHP przy 3 pułku piechoty Legionów Polskich. Następnie zorganizował i poprowadził podobny kurs dla harcerzy. Od 7 listopada 1918 roku jako ochotnik był podoficerem 1 kompanii Batalionu Harcerskiego, w ramach której rozbrajał Niemców w Warszawie. W drugiej połowie 1919 roku odbywał służbę w Szkole Podchorążych Piechoty w Warszawie (klasa XVI). Jednocześnie był drużynowym 3 Warszawskiej Drużyny Harcerzy im. Józefa Poniatowskiego przy Gimnazjum im. Adama Mickiewicza (szkole, którą ukończył i która w międzyczasie zyskała nowego patrona), jednej z najlepszych drużyn warszawskich. W 1920 roku w czasie wojny polsko-bolszewickiej, będąc podchorążym, walczył jako zastępca dowódcy 1 kompanii 101 pułku piechoty. 26 lipca tego roku był ranny w czasie bitwy pod Jedwabnem. Później służył w batalionie zapasowym 1 pułku piechoty. Został mianowany na podporucznika 1 października 1920 roku. Pod koniec 1920 roku wziął urlop z wojska w celu kontynuowania studiów, jednak już 8 maja 1921 roku ochotniczo wziął udział w III powstaniu śląskim, w czasie którego dowodził szturmową kompanią cyklistów, a później kompanią szturmową wchodzącą w skład załogi pociągu pancernego „Zygmunt Powstaniec”. 6 czerwca 1921 roku był ranny pod Zębowicami.
Po ukończeniu studiów został w 1922 roku współredaktorem „Gazety Świątecznej”, wydawanej przez jego ojca. Po śmierci ojca w 1925 roku został zastępcą redaktora naczelnego i zastępcą dyrektora administracyjnego „Gazety” oraz kierownikiem Księgarni Krajowej, stając się współwłaścicielem rodzinnego wydawnictwa. W tym czasie masowo zakładał biblioteki wiejskie.
W 1928 roku kandydował do Sejmu, został zastępcą posła z listy katolicko-narodowej w okręgu nr 4 (Ostrów Mazowiecka, Bielsk Podlaski, Wysokie Mazowieckie). Po opuszczeniu wydawnictwa w 1930 roku (w wyniku konfliktów rodzinnych) przystąpił w tym roku do organizowania masowego pisma dla wsi „Wielkopolanin”, pracował przy tym projekcie do końca 1931 roku.
W czasie kampanii wrześniowej brał udział w walkach frontowych w szeregach batalionu Obrony Narodowej „Poznań” jako zastępca dowódcy kompanii. Dostał się do niewoli i przez resztę wojny przebywał w niemieckich obozach jenieckich. Był jeńcem oflagów II-A Prenzlau i II-E Neubrandenburg, nr jeniecki 1562. Po wojnie pracował jako redaktor w kilku gazetach i czasopismach warszawskich. Od 1955 roku pracował jako zastępca sekretarza redakcji i redaktor działu ogólnego miesięcznika „Poznaj Świat”. 31 maja 1970 przeszedł na emeryturę.

## Odznaczenia
- Krzyż na Śląskiej Wstędze Waleczności i Zasługi 1 stopnia.

## Życie rodzinne
Stanisław Prószyński był synem Tadeusza i Wandy z Krzyżanowskich. Był wnukiem Konrada Prószyńskiego. Miał 3 braci: Tadeusza Konrada, Jana Leszka i Jerzego (1913–1939). Ożenił się z Władysławą Rembek, z którą mieli dwoje dzieci: Barbarę Władysławę, późniejszą Olszewską, i Stanisława Tadeusza Konrada. Był przyrodnim bratem stryjecznym Mieczysława Prószyńskiego.
Po śmierci został pochowany na cmentarzu komunalnym na Powązkach (kwatera B22, rząd 6, grób 14).